# Juraj Kucka
Juraj Kucka (Bojnice, 26 de febrer de 1987) és un futbolista professional eslovac. Juga de volant i el seu actual equip és l'AC Milan d'Itàlia.

## Internacional
Ha estat internacional amb la selecció de futbol d'Eslovàquia, ha jugat 22 partits internacionals.

## Clubs
Actualment juga en l'AC Milan, equip en el qual ha aconseguit un rendiment excel·lent; pot jugar en diverses posicions i combina l'habilitat amb la seva potència física.
| Club                | País            | Any       |
| ------------------- | --------------- | --------- |
| ŽP ŠPORT Podbrezová | Eslovàquia      | 2006-2007 |
| MFK Ružomberok      | Eslovàquia      | 2007-2009 |
| Sparta de Praga     | República Txeca | 2009-2011 |
| Genova FC           | Itàlia          | 2011-2015 |
| AC Milan            | Itàlia          | 2015-     |